# 수석호평로
수석호평로 (水石好坪路, 남양주시도 제112호선)은 경기도 남양주시 수석동에서 남양주시 호평동을 잇는 고속화도로이며, 남양주도시고속도로가 관리한다. 총 연장이 11.2km으로 2011년 7월 4일 개통하였다. 통행료는 소형차 기준 1400원을 징수하고있다. 평내호평 지역과 잠실, 강남을 잇는 다수의 버스가 경유한다.

## 연혁
- 2007년 2월 26일 : 공사 착공[1]
- 2007년 6월 21일 : 남양주시 수석동 수석 나들목 ~ 호평동 매봉 나들목 11.2km 구간을 자동차 전용도로로 지정[2]
- 2011년 4월 22일 : 도로명 주소 "수석호평로" 부여
- 2011년 7월 4일 : 도로 개통
- 2011년 8월 29일 : 도로 공사 준공
- 2011년 9월 5일 : 통행료 징수 개시[3]
- 2016년 5월 2일 : 통행료를 소형 100원, 중형 및 대형 200원 인상[4]

## 통과 지역
경기도
- 남양주시 (수석동 - 이패동 - 와부읍 - 평내동 - 호평동)

## 나들목
| 번호 | 이름        | 로마자 이름 | 한자 이름  | 접속 노선             | 소재지          | 소재지 | 비고                                                        |
| ---- | ----------- | ----------- | ---------- | --------------------- | --------------- | ------ | ----------------------------------------------------------- |
| 1    | 수석        | Suseok      | 水石       | 강변북로              | 경기도 남양주시 | 수석동 |                                                             |
| 2    | 이패        | Ipae        | 二牌       | 국도 제6호선 (경강로) | 경기도 남양주시 | 이패동 | 수석방면으로 진입 불가 동호평방면에서 진출 불가             |
| TG   | 이패 요금소 | Ipae TG     | 二牌料金所 |                       | 경기도 남양주시 | 이패동 | 양방향                                                      |
| 3    | 무대        | Mudae       |            | 석실로                | 경기도 남양주시 | 와부읍 | 수석방면에서 진출 불가 동호평방면으로 진입 불가             |
| 4    | 율석        | Yeulseok    | 栗石       |                       | 경기도 남양주시 | 와부읍 | 수석방면에서 진출 불가 동호평방면으로 진입 불가             |
| 5    | 평내        | Pyeongnae   | 坪內       | 의안로                | 경기도 남양주시 | 평내동 | 수석방면에서 진출 불가 동호평방면으로 진입 불가             |
| 6    | 동호평      | E. Hopyeong | 東好坪     | 경춘로                | 경기도 남양주시 | 호평동 | 경춘로 춘천방면에서 진입 불가 경춘로 서울방면으로 진출 불가 |

## 통행료
2016년 5월 1일 기준이다. 통행료는 2011년 9월 1일부터 30년간 징수할 계획이다.
| 구분 | 통행료  | 해당 차량                                                                                          |
| ---- | ------- | -------------------------------------------------------------------------------------------------- |
| 경차 | 700원   | 배기량 1,000cc 미만 경자동차, 길이 3.6m 이하, 너비 1.6m 이하, 높이 2.0m 이하                       |
| 소형 | 1,400원 | 2축 차량, 윤폭 130mm초과 279.4mm 이하 (승용차, 16인승 이하 소형버스, 2.5톤 미만 소형화물)          |
| 중형 | 2,800원 | 2축 차량, 윤폭 279.4mm 초과, 윤거 1,800mm이하 (대형버스 17인승이상, 중형화물 2.5톤 이상~10톤 이하) |
| 대형 | 3,500원 | 3축 대형 화물차(10톤 초과) 4축 이상 대형 화물차(20톤 초과)                                         |

- 이패 요금소에서 통행료 징수 시 한국도로공사의 하이패스 전용 차선을 설치하였으며 통행료를 하이패스로 지불 할 수 있다.

## 남양주도시고속도로 주식회사
남양주도시고속도로 주식회사(南楊州都市高速道路 株式會社)는 본사가 경기도 남양주시 수석호평로 380 (이패동 산 47-9, 이패영업소) 내에 위치해 있다. 주요주주로는 발해인프라투융자회사가 100%이다. 계열사로는 용마터널을 건설/관리 및 운영하는 용마터널 주식회사(龍馬― 株式會社)가 있다.